# Wolfgang Sobotka
Wolfgang Sobotka (ur. 5 stycznia 1956 w Waidhofen an der Ybbs) – austriacki polityk i działacz samorządowy, długoletni minister w regionalnym rządzie Dolnej Austrii, od 2016 do 2017 minister spraw wewnętrznych w rządzie federalnym, w latach 2017–2024 przewodniczący Rady Narodowej.

## Życiorys
Studiował historię na Uniwersytecie Wiedeńskim. Kształcił się również w Hochschule für Musik und darstellende Kunst w zakresie gry na wiolonczeli i edukacji muzycznej. Studiował też dyrygenturę w Brucknerkonservatorium w Linzu.
Pracował do 1998 jako nauczyciel muzyki w rodzinnej miejscowości, gdzie w latach 80. był również zatrudniony w archiwum miejskim. Od 1987 do 1998 był również wykładowcą na wiedeńskiej uczelni muzycznej. Zaangażował się w działalność polityczną w ramach Austriackiej Partii Ludowej. W latach 1992–1996 był etatowym pracownikiem struktur partyjnych. Pełnił różne funkcje w powiązanej z tym ugrupowaniem organizacji pracowniczej ÖAAB, m.in. w 2010 został przewodniczącym jej regionalnych struktur w Dolnej Austrii. Od 1982 związany z samorządem Waidhofen an der Ybbs. Był członkiem zarządu miasta, a w latach 1996–1998 zajmował stanowisko burmistrza.
W 1998 wszedł w skład regionalnego rządu Dolnej Austrii, w którym zasiadał nieprzerwanie przez 18 lat. Odpowiadał przez cały ten czas za finanse, a w różnych okresach również za środowisko i mieszkalnictwo. Od 2009 był zastępcą starosty krajowego w ramach tego gabinetu.
W kwietniu 2016 zastąpił Johannę Mikl-Leitner na stanowisku ministra spraw wewnętrznych w drugim rządzie Wernera Faymanna. Pozostał na tym urzędzie także w utworzonym w maju 2016 gabinecie Christiana Kerna. W wyborach w 2017 z ramienia ludowców został wybrany do Rady Narodowej XXVI kadencji. W grudniu 2017 zakończył pełnienie funkcji rządowej. W tym samym miesiącu został nowym przewodniczącym Rady Narodowej. W 2019 z powodzeniem ubiegał się o poselską reelekcję, a w październiku tegoż roku wybrano go ponownie na przewodniczącego niższej izby parlamentu. Funkcję tę sprawował do końca XXVII kadencji w październiku 2024.

## Odznaczenia
- Wielki Krzyż z Brylantami Orderu Zasługi Księstwa Liechtenstein (Liechtenstein, 2021)[7]
- Order „Za zasługi” III klasy (Ukraina, 2024)[8]